# Дикранові
Дикранові (Dicranaceae) — родина листостеблових мохів порядку дикранові (Dicranales).

## Опис
Здебільшого дернинні багаторічні мохи з простим або розгалуженим стеблом, густо вкритим жорсткими, часто односторонніми або серпоподібними, до верхівки шилоподібно загостреними листками. Коробочка у них прямостояча або зігнута та нахилена. Кришечка має більш або менш загострений дзьобик.

## Поширення
Поширені, переважно, в північних та помірних широтах, а у південних широтах, лише високо у горах. Представники родини беруть помітну участь в утворенні рослинного покриву, особливо у хвойних лісах, на високогірних луках. В Україні росте близько 50 видів.

## Класифікація
Родина включає 41 рід і понад 450 видів:
| - Anisothecium - Aongstroemia - Aongstroemiopsis - Braunfelsia - Brotherobryum - Bryotestua - Camptodontium - Campylopodium - Chorisodontium - Cnestrum - Cryptodicranum |  | - Dicnemon - Dicranella - Dicranoloma - Дикран (Dicranum) - Diobelonella - Eucamptodon - Eucamptodontopsis - Holomitriopsis - Holomitrium - Hygrodicranum |  | - Leptotrichella - Leucoloma - Macrodictyum - Mesotus - Mitrobryum - Muscoherzogia - Orthodicranum - Paraleucobryum - Parisia - Platyneuron |  | - Pocsiella - Polymerodon - Pseudephemerum - Pseudochorisodontium - Schliephackea - Sclerodontium - Sphaerothecium - Steyermarkiella - Wardia - Werneriobryum |